# NRP Patrão Lopes (navio de salvamento)
NRP Patrão Lopes foi um navio de salvamento português.
Anteriormente chamado de "Newa", foi dos 72 navios alemães requisitados pelo governo português no dia 23 de fevereiro de 1916. A 19 de abril de 1916 tomou o nome de "NRP Patrão Lopes", sob o comando do 1º Tenente Álvaro Nunes Ribeiro .